# Héctor Hidalgo Solá
Héctor Hidalgo Solá (desaparecido el 18 de julio de 1977 en Buenos Aires) fue un político, abogado y diplomático argentino, perteneciente a la Unión Cívica Radical.

## Biografía
Héctor Hidalgo Solo pertenecía al ala conservadora de la Unión Cívica Radical. Durante el gobierno de Juan Domingo Perón (1973-1974), Hidalgo Solá fue uno de los principales promotores de un gobierno de unidad nacional peronista-radical, como respuesta a la grave situación de inestabilidad política.
En aquel momento Hidalgo Solá escribió el libro La hora de Argentina, que fue editado por El Ateneo en 1974.
Durante la dictadura conocida como Proceso de Reorganización Nacional (1976-1983), Héctor Hidalgo Solá fue uno de los dirigentes radicales que ocupó cargos en el gobierno militar, como embajador en Venezuela. 
Su captura y asesinato fue la primera de las operaciones del grupo de tareas 3.3.2 contra diplomáticos argentinos que no tenían ninguna relación con la guerrilla o lo que los militares llamaban la «subversión». La segunda operación fue el secuestro y asesinato de la diplomática Helena Holmberg.
El 18 de julio de 1977 fue secuestrado en Buenos Aires y luego fue visto en el centro clandestino de detención de la ESMA y hasta la fecha permanece desaparecido. El 24 de mayo de 1979, mediante Resolución Ministerial N° 1172/79, del Canciller de la dictadura Carlos Washington Pastor, se determinó como finalizados sus servicios, retroactivo al 7 de noviembre de 1977, fecha para la que llevaba casi cuatro meses desaparecido.
Sectores relacionados con el gobierno militar intentaron atribuir el secuestro a organizaciones guerrilleras. Sin embargo, Robert Cox, editor responsable del diario argentino de habla inglesa Buenos Aires Herald, contó que en junio de 1979, luego de una conferencia de prensa con el general Albano Harguindeguy, Ministro del Interior del gobierno militar, se produjo el siguiente diálogo entre ambos:

Cox: “Mire, los excesos son, por ejemplo, Fernández Pondal. Muchos periodistas son excesos. Hidalgo Solá es un exceso”.
Harguindeguy: “Hidalgo Solá, sí. Fernández Pondal no sé cómo murió. Sí. Yo no puedo saber si es exceso o no”.

En El embajador de la nada, relato incluido en el libro Desde este mundo, su autor, Miguel Briante, detalla los acontecimientos vinculados al secuestro del embajador Hidalgo Solá.
La desaparición de Hidalgo Solá fue uno de los crímenes incluidos en la llamada Causa 13 (Expediente 13/84) que posibilitó la sentencia de la Cámara de Apelaciones en lo Criminal y Correccional Federal en el Juicio a la Juntas Militares.